# Sarejn
Sarejn – miasto w Iranie, w ostanie Ardabil. W 2016 roku liczyło 5459 mieszkańców.